# 东来站
东来站，位于中华人民共和国内蒙古自治区通辽市开鲁县东来镇，是京通铁路上的火车站，建于1980年，由沈阳铁路局管辖。

## 車站周邊
- 中国电信东来电信合作厅
- 东来医院
- 东来镇人民政府

## 歷史
- 建于1980年。

## 外部連結
- 中国铁路客户服务中心（页面存档备份，存于）